# Smrtelné stroje
Smrtelné stroje (v anglickém originále Mortal Engines) je první díl Kroniky hladového města od anglického spisovatele Philip Reeve.
Od té doby knihy vydala celá řada dalších vydavatelství po celém světě. První knihou pro starší byla publikace Smrtelné stroje, za niž získal cenu Nestlé Smarties Book Prize a ALA Notable Books for Children.
Podle knihy byl v roce 2018 natočen stejnojmenný film Smrtelné stroje.

## Hlavní hrdinové
- Tom –
- Hester –